# Friedenau
Friedenau, Berlin-Friedenau – dzielnica (Ortsteil) Berlina w okręgu administracyjnym Tempelhof-Schöneberg. Od 1 października 1920 w granicach miasta.

## Transport
W dzielnicy znajduje się przystanek kolejowy Berlin-Friedenau.
Przez dzielnicę przebiega linia U9 metra z następującymi stacjami:
- Friedrich-Wilhelm-Platz
- Walther-Schreiber-Platz